# نیلس اریکسن
نیلس اریکسن (نروژی: Nils Eriksen; ۵ مارس ۱۹۱۱ – ۵ مهٔ ۱۹۷۵) بازیکن فوتبال اهل نروژ بود.
از باشگاه‌هایی که در آن بازی کرده‌است می‌توان به باشگاه فوتبال اود اشاره کرد.
وی همچنین در تیم ملی فوتبال نروژ بازی کرده‌است.
وی در مسابقات کشوری و بین‌المللی در مجموع برندهٔ ۱ مدال برنز شده‌است.